# 무역장벽
무역장벽(貿易障壁, trade barrier)은 국제 무역에 대해 정부가 내리는 제한이다. 관세장벽과 비관세장벽으로 구별한다. 관세장벽은 국내산업의 보호, 재정수입 확보를 위해 관세를 설정 또는 관세율을 올리는 것을 말한다. 이에 반해, 관세에 의하지 않는 수입제한조치를 비관세 장벽이라고 한다. 수입수량 제한, Buy American 등이 그 전형적인 예이다.
경제학자들은 일반적으로 무역 장벽이 해로우며 전반적인 경제효율을 감소시킨다는 점에 동의한다. 이는 비교 우위 이론을 통하여 설명할 수 있다.이론적으로 자유 무역은 의료, 국가 안보에 필수로 간주되는 건 제외하고 모든 장벽을 제거하는 것이 필요시된다. 그러나 현실적으로는 자유 무역을 장려하는 수많은 국가들도 농업, 철강 등 산업에 보조금리를 준다.

## 무역기술장벽
자유무역의 심화에 따라서 일부 국가들은 무역장벽의 일종인 무역기술장벽(Agreement on Technical Barriers to Trade)을 설치하고 있다. 이는 어떤 상품에 대한 표준화제도의 차이에 따라 발생할 수 있는 국가간 상품이동에 대한 장애를 말한다. 이러한 상황을 방지하고자, WTO는 WTO 무역에관한기술적장벽에관한협정을 국가들 간 체결하게 하였다. 이 협정의 전문에는 기술적 장벽을 포장, 표시, 등급표시를 포함한 기술규정 및 표준 그리고 적합판정절차가 국제 무역에 불필요한 장애가 되는 것으로 암묵적인 정의를 내리고 있다.

## 같이 보기
- 진입 장벽
- 보호무역